# Campeonato Mundial de Natação em Piscina Curta de 2016 - 100 m costas masculino
A prova dos 100 metros nado costas masculino do Campeonato Mundial de Natação em Piscina Curta de 2016 foi disputado entre 6 e 7 de dezembro no Centro WFCU em Windsor, Canadá.

## Recordes
Antes desta competição, os recordes mundiais e do campeonato nesta prova eram os seguintes:
|                       | Nome             | Nacionalidade  | Tempo | Local        | Data                   |
| --------------------- | ---------------- | -------------- | ----- | ------------ | ---------------------- |
| Recorde mundial       | Matt Grevers     | Estados Unidos | 48.92 | Indianápolis | 12 de dezembro de 2015 |
| Recorde do campeonato | Stanislav Donets | Rússia         | 48.95 | Dubai        | 19 de dezembro de 2010 |

## Medalhistas
| Ouro               | Prata              | Bronze         |
| Mitch Larkin (AUS) | Mitch Larkin (RUS) | Xu Jiayu (CHN) |

## Resultados

### Eliminatórias
As eliminatórias ocorreram dia 6 de dezembro com um total de 78 nadadores.  
| Colocação | Bateria | Raia | Nome                            | Nacionalidade            | Tempo   | Notas            |
| --------- | ------- | ---- | ------------------------------- | ------------------------ | ------- | ---------------- |
| 1.        | 8       | 5    | Xu Jiayu                        | China                    | 50,21   | Q                |
| 2.        | 8       | 3    | Mitch Larkin                    | Austrália                | 50,22   | Q                |
| 3.        | 8       | 4    | Radosław Kawęcki                | Polónia                  | 50,63   | Q                |
| 4.        | 6       | 7    | Jacob Pebley                    | Estados Unidos           | 50,64   | Q                |
| 5.        | 7       | 3    | Junya Koga                      | Japão                    | 50,71   | Q                |
| 5.        | 7       | 4    | Andriej Szabasow                | Rússia                   | 50,71   | Q                |
| 7.        | 8       | 9    | Grigorij Tarasewicz             | Rússia                   | 50,93   | Q                |
| 8.        | 7       | 5    | Masaki Kaneko                   | Japão                    | 51,01   | Q                |
| 9.        | 8       | 6    | Robert Glință                   | Roménia                  | 51,03   | Q                |
| 10.       | 6       | 4    | Pawieł Sankowicz                | Bielorrússia             | 51,07   | Q                |
| 11.       | 6       | 3    | Tomasz Polewka                  | Polónia                  | 51,11   | Q                |
| 12.       | 6       | 5    | Bobby Hurley                    | Austrália                | 51,13   | Q                |
| 13.       | 7       | 7    | Javier Acevedo                  | Canadá                   | 51,32   | Q                |
| 14.       | 6       | 2    | Miguel Ortiz-Cañavate           | Espanha                  | 51,50   | Q                |
| 15.       | 6       | 6    | Danas Rapšys                    | Lituânia                 | 51,61   | Q                |
| 15.       | 7       | 6    | David Gamburg                   | Israel                   | 51,61   | Q                |
| 17.       | 8       | 7    | Thomas Avetand                  | França                   | 51,80   |                  |
| 18.       | 4       | 3    | Anton Loncar                    | Croácia                  | 51,86   |                  |
| 19.       | 6       | 8    | Ádám Telegdy                    | Hungria                  | 52,02   |                  |
| 20.       | 7       | 9    | Apostolos Christou              | Grécia                   | 52,07   |                  |
| 21.       | 8       | 0    | Gabriel Lopes                   | Portugal                 | 52,21   |                  |
| 22.       | 8       | 8    | Tomáš Franta                    | Chéquia                  | 52,24   |                  |
| 23.       | 6       | 1    | Oleg Garasymovytch              | França                   | 52,36   |                  |
| 24.       | 5       | 1    | Lê Nguyễn Paul                  | Vietname                 | 52,57   | Recorde nacional |
| 25.       | 7       | 8    | Charlie Boldison                | Reino Unido              | 52,61   |                  |
| 26.       | 7       | 1    | Viktar Staselovich              | Bielorrússia             | 52,62   |                  |
| 27.       | 5       | 6    | Charles Hockin Brusquetti       | Paraguai                 | 52,80   |                  |
| 28.       | 5       | 3    | Markus Thormeyer                | Canadá                   | 53,15   |                  |
| 29.       | 7       | 2    | Iskender Baslakov               | Turquia                  | 53,19   |                  |
| 30.       | 6       | 9    | Mattias Carlsson                | Suécia                   | 53,34   |                  |
| 31.       | 5       | 2    | Ricky Ellis                     | África do Sul            | 53,37   |                  |
| 31.       | 7       | 0    | Ryan Pini                       | Papua-Nova Guiné         | 53,37   |                  |
| 33.       | 5       | 8    | Trần Duy Khôi                   | Vietname                 | 53,64   |                  |
| 34.       | 5       | 5    | Gaston Hernandez                | Argentina                | 53,71   |                  |
| 35.       | 8       | 1    | Magnus Jakupsson                | Dinamarca                | 53,89   |                  |
| 36.       | 5       | 7    | Christopher Courtis             | Barbados                 | 53,94   |                  |
| 37.       | 5       | 0    | David Adalsteinsson             | Islândia                 | 54,12   |                  |
| 38.       | 5       | 4    | Kristinn Þórarinsson            | Islândia                 | 54,43   |                  |
| 39.       | 5       | 9    | Kristóf Rasovszky               | Hungria                  | 54,52   |                  |
| 40.       | 4       | 5    | Francis Fong                    | Singapura                | 54,89   |                  |
| 41.       | 1       | 1    | Boris Kirillov                  | Azerbaijão               | 54,90   |                  |
| 42.       | 4       | 6    | Jarryd Baxter                   | África do Sul            | 55,18   |                  |
| 43.       | 4       | 9    | Keanan Dols                     | Jamaica                  | 55,39   |                  |
| 44.       | 4       | 7    | Yeziel Morales Miranda          | Porto Rico               | 55,68   |                  |
| 45.       | 3       | 7    | Adel Elfakir                    | Líbia                    | 55,83   |                  |
| 46.       | 4       | 8    | Gorazd Chepishevski             | Macedônia do Norte       | 55,98   |                  |
| 47.       | 3       | 0    | Syed Hasseb Tariq               | Paquistão                | 56,79   |                  |
| 48.       | 3       | 4    | Adil Assouab                    | Marrocos                 | 56,82   |                  |
| 49.       | 3       | 6    | Jarod Alexander Arroyo          | Porto Rico               | 57,32   |                  |
| 50.       | 2       | 5    | Jordan Gonzalez                 | Gibraltar                | 57,65   |                  |
| 51.       | 3       | 8    | Hernan Gonzalez Medina          | Panamá                   | 57,68   |                  |
| 52.       | 4       | 2    | Ivo Kunzle Savastano            | Paraguai                 | 57,78   |                  |
| 53.       | 4       | 0    | Eisner Barberena Espinoza       | Nicarágua                | 57,89   |                  |
| 54.       | 1       | 8    | Sebastien Kouma                 | Mali                     | 58,03   |                  |
| 55.       | 2       | 4    | Steven Kimani Maina             | Quênia                   | 58,18   |                  |
| 56.       | 3       | 1    | Alex McCallum                   | Ilhas Caimã              | 58,38   |                  |
| 57.       | 3       | 5    | Abdullah Al-Doori               | Iraque                   | 58,63   |                  |
| 58.       | 2       | 3    | William Clark                   | Fiji                     | 58,77   |                  |
| 59.       | 3       | 3    | Yum Cheng Man                   | Macau                    | 59,71   |                  |
| 60.       | 3       | 2    | Heriniavo Michael Rasolonjatovo | Madagáscar               | 1:00,05 |                  |
| 61.       | 1       | 7    | Mohammad Juwel Ahmed            | Bangladesh               | 1:00,98 |                  |
| 62.       | 2       | 6    | Kennet Libohova                 | Albânia                  | 1:01,96 |                  |
| 63.       | 2       | 2    | Livingston Aika                 | Papua-Nova Guiné         | 1:02,55 |                  |
| 64.       | 2       | 1    | Daryl Appleton                  | Antígua e Barbuda        | 1:02,96 |                  |
| 65.       | 2       | 8    | Elijah James Cruz               | Gibraltar                | 1:03,90 |                  |
| 66.       | 2       | 0    | Temaruata Strickland            | Ilhas Cook               | 1:04,57 |                  |
| 67.       | 1       | 4    | Tongli Panuve                   | Tonga                    | 1:05,86 |                  |
| 68.       | 3       | 9    | Naveed Hussian                  | Paquistão                | 1:07,01 |                  |
| 69.       | 2       | 9    | Cruz Halbich                    | São Vicente e Granadinas | 1:07,78 |                  |
| 70.       | 1       | 5    | Aaron de Freitas                | São Vicente e Granadinas | 1:13,93 |                  |
| 71.       | 1       | 2    | Joseph Richard Sumari           | Tanzânia                 | 1:14,93 |                  |
| 72.       | 1       | 6    | Dennis Hamis Mhini              | Tanzânia                 | 1:17,30 |                  |
| 73. !     | 1       | 3    | Tanner Poppe                    | Guam                     | 99,99 ! | DNS              |
| 73. !     | 2       | 7    | Hasan Isam Sadeq                | Iraque                   | 99,99 ! | DNS              |
| 73. !     | 4       | 1    | Driss Lachrichi                 | Marrocos                 | 99,99 ! | DNS              |
| 73. !     | 4       | 4    | Daniil Bukin                    | Uzbequistão              | 99,99 ! | DNS              |
| 73. !     | 8       | 2    | Dylan Carter                    | Trinidad e Tobago        | 99,99 ! | DNS              |
| 73. !     | 6       | 0    | Michael Taylor                  | Estados Unidos           | 99,99 ! | DSQ              |

### Semifinal
A semifinal ocorreu dia 6 de dezembro. 

#### Semifinal 1
| Colocação | Raia | Nome                  | Nacionalidade  | Tempo | Notas |
| --------- | ---- | --------------------- | -------------- | ----- | ----- |
| 1.        | 3    | Andriej Szabasow      | Rússia         | 49,71 | Q     |
| 2.        | 4    | Mitch Larkin          | Austrália      | 50,10 | Q     |
| 3.        | 5    | Jacob Pebley          | Estados Unidos | 50,56 | Q     |
| 4.        | 6    | Masaki Kaneko         | Japão          | 50,65 |       |
| 5.        | 2    | Pawieł Sankowicz      | Bielorrússia   | 50,83 |       |
| 6.        | 7    | Bobby Hurley          | Austrália      | 50,87 |       |
| 7.        | 1    | Miguel Ortiz-Cañavate | Espanha        | 51,43 |       |
| 8.        | 8    | David Gamburg         | Israel         | 51,76 |       |

#### Semifinal 2
| Colocação | Raia | Nome                | Nacionalidade | Tempo | Notas |
| --------- | ---- | ------------------- | ------------- | ----- | ----- |
| 1.        | 4    | Xu Jiayu            | China         | 49,99 | Q,    |
| 2.        | 5    | Radosław Kawęcki    | Polónia       | 50,17 | Q     |
| 3.        | 2    | Robert Glință       | Roménia       | 50,37 | Q     |
| 4.        | 6    | Grigorij Tarasewicz | Rússia        | 50,54 | Q     |
| 5.        | 3    | Junya Koga          | Japão         | 50,59 | Q     |
| 6.        | 8    | Danas Rapšys        | Lituânia      | 51,10 |       |
| 7.        | 1    | Javier Acevedo      | Canadá        | 51,16 |       |
| 8.        | 7    | Tomasz Polewka      | Polónia       | 51,37 |       |

### Final
A final teve sua disputa realizada em 7 de dezembro. 
| Colocação         | Raia | Nome                | Nacionalidade  | Tempo | Notas |
| ----------------- | ---- | ------------------- | -------------- | ----- | ----- |
| Medalha de ouro   | 3    | Mitch Larkin        | Austrália      | 49,65 |       |
| Medalha de prata  | 4    | Andriej Szabasow    | Rússia         | 49,69 |       |
| Medalha de bronze | 5    | Xu Jiayu            | China          | 50,02 |       |
| 4.                | 8    | Junya Koga          | Japão          | 50,21 |       |
| 5.                | 6    | Radosław Kawęcki    | Polónia        | 50,22 |       |
| 6.                | 1    | Jacob Pebley        | Estados Unidos | 50,24 |       |
| 7.                | 2    | Robert Glință       | Roménia        | 50,52 |       |
| 8.                | 7    | Grigorij Tarasewicz | Rússia         | 50,95 |       |

Legenda
| Recorde mundial       | Recorde mundial (World record)               |                       | Recorde africano                      | Recorde africano (African) |                                           | Q | Classificado por posição (Qualified) |
| Recorde do campeonato | Recorde do campeonato (Championship record)  | Recorde da América    | Recorde da América (Americas)         | q                          | Classificado por melhor tempo (Qualified) |   |                                      |
| Melhor marca do ano   | Melhor marca do ano (World leading)          | Recorde asiático      | Recorde asiático (Asian)              | DNS                        | Não largou (Did not start)                |   |                                      |
| Recorde nacional      | Recorde nacional (National record)           | Recorde europeu       | Recorde europeu (European)            | DNF                        | Não terminou (Did not finish)             |   |                                      |
| Recorde pessoal       | Recorde pessoal do atleta (Personal best)    | Recorde da Oceania    | Recorde da Oceania (Oceania)          | DSQ / DQ                   | Desclassificado (Disqualified)            |   |                                      |
| Recorde da temporada  | Recorde da temporada do atleta (Season best) | Recorde sul-americano | Recorde sul-americano (South America) | NM                         | Sem marca (No mark)                       |   |                                      |